# Megalepthyphantes kronebergi
Megalepthyphantes kronebergi là một loài nhện trong họ Linyphiidae.
Loài này thuộc chi Megalepthyphantes. Megalepthyphantes kronebergi được Andrei V. Tanasevitch miêu tả năm 1989.